# Sybil Pye
Pour les articles homonymes, voir Pye.
Sybil Pye (Londres, 18 novembre 1879 – ?, 1958) est une relieur autodidacte anglaise. Avec Sarah Prideaux et Katharine Adams, elle est l'une des plus importantes femmes relieurs de sa génération.

## Biographie
Sybil Pye, née Anna Sybella Pye, est la fille de Margaret Thompson Thompson Kidston et de William Arthur Pye JP, un important marchand de vin et collectionneur d'objets orientaux et d'art contemporain. Sybil Pye avait sept frères et sœurs, parmi lesquels Edith Pye, l'artiste Ethel Pye (en) (ca. 1882–1960), le scientifique David Randall Pye (en) et  Edmund Burns Pye (1878–1959), père de David Pye qui donna les archives de Sybil Pye au Royal College of Art.

## Travail
Sybil Pye était la seule relieur en Angleterre et l'une des rares au Monde à être spécialisée dans la reliure en cuir incrusté.
En 1925, elle commence à tenir la liste de ses réalisations qu'elle maintient jusqu'en 1955. De 1910 à 1946, son travail est régulièrement exposé en Angleterre et dans le Monde. On estime que durant sa vie, elle exécuta environ 164 reliures. Vers la fin de sa vie, la qualité de son travail pâtit d'une blessure au poignet qui ne se résorba pas correctement.

## Collections
Les reliures de Sybil Pye sont conservées dans divers collections publiques et privées. 
- Boston Athenaeum à Boston, Massachusetts
- J.P. Getty Library à Wormsley, Buckinghamshire
- Fitzwilliam Museum
- The Anthony Dowd Collection of Modern Bindings, Manchester